# Deutsche Eishockeynationalmannschaft der Frauen
Die deutsche Eishockeynationalmannschaft der Frauen ist eine vom Bundestrainer getroffene Auswahl deutscher Spielerinnen. Sie repräsentiert den Deutschen Eishockey-Bund (DEB) auf internationaler Ebene, zum Beispiel bei den Eishockey-Weltmeisterschaften der IIHF, den Olympischen Winterspielen und den Nations Cups.

## Geschichte
Das erste Länderspiel der Frauen fand am 3. Dezember 1988 in Geretsried gegen die Schweiz statt. Die DEB-Auswahl unterlag den Gästen mit 5:6, konnte allerdings im übernächsten Spiel gegen denselben Gegner den ersten Sieg feiern. Bis zum 5. Mai 2011 hatte die Frauennationalmannschaft 369 Spiele absolviert, davon 162 Siege, 27 Unentschieden und 180 Niederlagen.
1990 nahm erstmals eine deutsche Frauenauswahl an einer Eishockey-Weltmeisterschaft teil und belegte im kanadischen Ottawa den siebten Platz unter insgesamt acht teilnehmenden Nationalmannschaften. Bis 2008 trat die Mannschaft ohne Unterbrechung bei der A-Weltmeisterschaft an, beim in diesem Jahr stattfindenden Turnier in Harbin, China, belegten die DEB-Frauen allerdings den neunten und damit letzten Platz und stiegen somit erstmals in der Verbandsgeschichte in die zweitklassige Division I ab.
2002 qualifizierte sich die deutsche Frauennationalmannschaft erstmals für ein olympisches Eishockeyturnier, bei den Spielen in Salt Lake City belegte das Team den sechsten Platz. 2006 in Turin konnte sich die Mannschaft noch einmal um einen Platz verbessern, im November 2008 scheiterte man allerdings in einem in Bad Tölz ausgespielten Qualifikationsturnier zu den Spielen 2010 im kanadischen Vancouver. Im Februar 2013 konnte man sich im entscheidenden Qualifikationsturnier gegen China, Kasachstan und Tschechien durchsetzen und für die Olympischen Winterspiele 2014 in Sotschi qualifizieren. Vier Jahre später scheiterte das Team in der Qualifikation für die Olympischen Winterspiele 2018.
Im April 2017 zog die Mannschaft erstmals bei einer WM in ein Halbfinale ein, als sie beim Turnier in den USA auf die gastgebende US-amerikanische Eishockeynationalmannschaft der Frauen traf.

## Bundestrainer
- 1988–1989 Pia Sterner
- 1989–1990 Pierre Delisle
- 1990–1994 Hanspeter Amend
- 1994–1995 Alfred Neidhart
- 1995–2002 Rainer Nittel
- 2002–2014 Peter Kathan senior
- 2014–2019 Benjamin Hinterstocker
- 2019–2021 Christian Künast
- 2021–2023 Thomas Schädler
- seit 2023 Jeff MacLeod

## Platzierungen bei internationalen Turnieren

### Olympische Spiele
| Turnier | Ort                                | Platzierung        |
| ------- | ---------------------------------- | ------------------ |
| 1998    | Nagano, Japan                      | nicht qualifiziert |
| 2002    | Salt Lake City, Vereinigte Staaten | 6. Platz           |
| 2006    | Turin, Italien                     | 5. Platz           |
| 2010    | Vancouver, Kanada                  | nicht qualifiziert |
| 2014    | Sotschi, Russland                  | 6. Platz           |
| 2018    | Pyeongchang, Südkorea              | nicht qualifiziert |
| 2022    | Peking, Volksrepublik China        | nicht qualifiziert |

### Weltmeisterschaften
| Turnier | Ort                                                    | Platzierung           |
| ------- | ------------------------------------------------------ | --------------------- |
| 1990    | Ottawa, Kanada                                         | 7. Platz              |
| 1992    | Tampere, Finnland                                      | nicht qualifiziert    |
| 1994    | Lake Placid, Vereinigte Staaten                        | 8. Platz              |
| 1997    | Kitchener, Kanada                                      | nicht qualifiziert    |
| 1999    | Espoo und Vantaa, Finnland                             | 7. Platz              |
| 2000    | Mississauga u. a., Kanada                              | 7. Platz              |
| 2001    | Blaine, Fridley, Minneapolis u. a., Vereinigte Staaten | 5. Platz              |
| 2004    | Halifax und Dartmouth, Kanada                          | 6. Platz              |
| 2005    | Linköping und Norrköping, Schweden                     | 5. Platz              |
| 2007    | Winnipeg und Selkirk, Kanada                           | 8. Platz              |
| 2008    | Harbin, Volksrepublik China                            | 9. Platz              |
| 2009    | Graz, Österreich                                       | Division I – 2. Platz |
| 2011    | Ravensburg, Deutschland                                | Division I – 1. Platz |
| 2012    | Burlington, Vereinigte Staaten                         | 7. Platz              |
| 2013    | Ottawa, Kanada                                         | 5. Platz              |
| 2015    | Malmö, Schweden                                        | 8. Platz              |
| 2016    | Aalborg, Dänemark                                      | Division I – 1. Platz |
| 2017    | Plymouth, Vereinigte Staaten                           | 4. Platz              |
| 2019    | Espoo, Finnland                                        | 7. Platz              |
| 2021    | Calgary, Kanada                                        | 8. Platz              |
| 2022    | Herning und Frederikshavn, Dänemark                    | 9. Platz              |
| 2023    | Brampton, Kanada                                       | 8. Platz              |
| 2024    | Utica, Vereinigte Staaten                              | 6. Platz              |
| 2025    | Budweis, Tschechien                                    | 8. Platz              |

### Europameisterschaften
| Turnier | Ort                                         | Platzierung |
| ------- | ------------------------------------------- | ----------- |
| 1989    | Düsseldorf und Ratingen, Deutschland        | 3. Platz    |
| 1991    | Frýdek-Místek und Havířov, Tschechoslowakei | 6. Platz    |
| 1993    | Esbjerg, Dänemark                           | 4. Platz    |
| 1995    | Riga, Lettland                              | 5. Platz    |
| 1996    | Jaroslawl, Russland                         | 6. Platz    |

### Air Canada Cup/MLP Nations Cup
| Turnier               | Ort                                           | Platzierung |
| --------------------- | --------------------------------------------- | ----------- |
| Air Canada Cup 2003   | Hannover, Salzgitter, Braunlage, Deutschland  | 4. Platz    |
| Air Canada Cup 2004   | Bad Tölz, Garmisch-Partenkirchen, Deutschland | 2. Platz    |
| Air Canada Cup 2005   | Duisburg, Deutschland                         | 4. Platz    |
| Air Canada Cup 2006   | Ravensburg, Deutschland                       | 4. Platz    |
| Air Canada Cup 2007   | Ravensburg, Deutschland                       | 2. Platz    |
| Air Canada Cup 2008   | Ravensburg, Deutschland                       | 6. Platz    |
| MLP Nations Cup 2009  | Ravensburg, Deutschland                       | 4. Platz    |
| MLP Nations Cup 2010  | Ravensburg, Deutschland                       | 6. Platz    |
| MLP Nations Cup 2011  | Kreuzlingen, Schweiz                          | 4. Platz    |
| meco nations cup 2012 | Füssen u. a., Deutschland                     | 5. Platz    |
| meco nations cup 2013 | Füssen, Ravensburg, Memmingen, Deutschland    | 4. Platz    |

### Deutschland Cup
| Turnier | Ort                   | Platzierung |
| ------- | --------------------- | ----------- |
| 2023    | Landshut, Deutschland | 3. Platz    |
| 2024    | Landshut, Deutschland | 1. Platz    |
| 2025    | Landshut, Deutschland |             |